# Margo en Oscar Pluis
Margo en Oscar Pluis is een Belgische stripreeks die voor het eerst is verschenen in 1994 met Falzar en Zidrou als scenaristen en Carine De Brab als tekenaar. De strip gaat over Margo en de straathond Oscar Pluis. Margo mag van haar ouders geen hond houden maar slaagt er toch steeds in haar hond het huis binnen te smokkelen. Margo heeft nog 3 broers: Juul (Joost), Luuk (Lex) en Pukkie (Emiel) en 3 zussen: Sandra, Josje en Marina. Deze kinderstrip werd uitgegeven door Casterman. Nadat de reeks werd uitgegeven door concurrent Dupuis werd de naam van stripreeks veranderd in Vlooienbaal.

## Albums
Deze albums zijn geschreven door Falzar en Zidrou, getekend door Carine De Brab en uitgegeven door Casterman. 
1. Luizebol (1994)
2. Wie niet weg is, is gezien (1994)
3. De bende van Rimpelvel (1994)
4. Zomerpiraten (1995)
5. De turbovlo (1996)
6. Balthazar (1997)

Volgende albums werden uitgeven door Dupuis onder de reekstitel Vlooienbaal.
1. Supermama (1999)
2. Actie kastanjeboom (2000)
3. Baas boven baas (2001)
4. Dokter Vlooistra (2002)
5. Op maandag in de zon (2003)
6. Dat wordt verhuizen! (2004)
7. De l'orage dans l'air (onvertaald) (2005)
8. Mamy Galettes (onvertaald) (2008)
9. Miss Wif Wif (onvertaald) (2009)